# Krtince
Krtince este o localitate din comuna Šmarje pri Jelšah, Slovenia, cu o populație de 110 locuitori.